# Lexington Avenue/51st-53rd Streets
Lexington Avenue/51st-53rd Streets è una stazione della metropolitana di New York situata all'incrocio tra le linee IRT Lexington Avenue e IND Queens Boulevard. Nel 2019 è stata utilizzata da 18 957 465 passeggeri. È servita dalle linee 6 ed E sempre, dalla linea M durante i giorni feriali esclusa la notte, e dalla linea 4 solo di notte. Durante l'ora di punta del mattino in direzione Manhattan e l'ora di punta del pomeriggio in direzione Bronx la stazione è servita anche dalle corse espresse della linea 6.

## Storia
La stazione sulla linea IRT Lexington Avenue fu aperta il 17 luglio 1918, mentre quella sulla linea IND Queens Boulevard venne inaugurata il 19 agosto 1933. Le due stazioni furono collegate tra di loro l'11 dicembre 1988.

## Strutture e impianti
La stazione della linea IRT Lexington Avenue ha due banchine laterali e due binari. È posta al di sotto di Lexington Avenue e non ha un mezzanino, i tornelli sono infatti localizzati al livello delle banchine. La banchina in direzione downtown ha due gruppi di tornelli, quello sud ha una scala che porta su 50th Street, quello nord ha tre uscite su 51st Street. La banchina in direzione uptown ha un solo gruppo di tornelli con quattro uscite che portano all'incrocio con 51st Street. All'estremità nord della stazione si trova il collegamento tra le due banchine.
La stazione della linea IND Queens Boulevard si trova sotto 53rd Street, ha una banchina ad isola e due binari. Il mezzanino ha sei uscite all'incrocio con Third Avenue, una nell'angolo nord-ovest, due in quello nord-est, una in quello sud-ovest e due all'interno dell'edificio 875 Third Avenue.
Le due stazioni sono collegate attraverso un corridoio posto sotto il 599 Lexington Avenue che parte dall'estremità nord della banchina in direzione downtown della linea Lexington Avenue e arriva nel mezzanino della stazione IND. Questo corridoio è dotato anche di tre scale e un ascensore che portano su Lexington Avenue.

## Interscambi
La stazione è servita da alcune autolinee gestite da MTA Bus e NYCT Bus.
- Fermata autobus